# Аштиани, Мохаммад-Реза Караи
Мохаммад-Реза Караи Аштиани (англ.  Mohammad-Reza Qarai Ashtiani) — иранский военачальник, бригадный генерал, министр обороны Ирана в 2021—2024 годах.
Заместитель командующего Регулярной армией ИРИ с сентября 2005 по 2008 год.

## Угрозы в адрес Израиля
В апреле 2008 года генерал Аштиани на пресс-конференции в очередной раз обрушился с угрозами в адрес Израиля. Комментируя недавние израильские учения по гражданской обороне, он заявил:

«Как и заявил президент страны (Махмуд Ахмадинежад), у нас есть серьёзные стимулы для защиты наших границ, и в случае каких-либо (враждебных) действий со стороны Израиля, мы готовы стереть его с мировой сцены. Наш ответ на любую атаку на Иран будет очень мощным».